# マーガレットとご主人の底抜け珍道中
『マーガレットとご主人の底抜け珍道中』（マーガレットとごしゅじんのそこぬけちんどうちゅう）は、坂田靖子による日本の漫画。『プチフラワー』（小学館）において、1985年9月号から1990年9月号まで連載された。プチフラワーコミックス全5巻と、ハヤカワ文庫（早川書房）として「旅情編」「望郷編」の2分冊での単行本がある。

## 概要
好奇心が旺盛で天真爛漫なマーガレットと、その突拍子もない行動力に振り回される夫タルカム氏が、英国内から世界各国まで広く旅して回る中で珍妙な騒動を繰り広げる1話完結の全30話の短編集シリーズ。
シリーズ初期には思いつきでいきなり旅に出てしまうマーガレットをタルカム氏があわてて追いかけるといったパターンが多かったが、後期になるにつれ、二人で旅行する他に、タルカム氏が単独で出張旅行をしたり、旅には出ずに地元での日常生活を描くもの、タルカム氏の子供のころの記憶をたどる話などが占めるようになっていく。
イギリス及び世界各地の文化、歴史、博物学、民俗学の知識が多く織り込まれており、著者の知的好奇心と博学ぶりが反映されている。ユーモアあふれるエピソードの中に描かれる夫婦愛とほのぼのとした画風から、心温まる作品として人気が高い。

## 登場人物
マーガレット・オブライエン
ロンドン郊外の町に住む料理上手な主婦。作中ではマーガレット奥さんと呼ばれている。さまざまな物事に興味を持ち、特に外国に興味をひかれるとそれがどこであろうと迷わずに旅立ってしまう癖がある。異文化から小さな生き物まで何に対しても偏見なくあるがままに受け入れる。子供はない模様で夫婦二人暮らし。
タルカム・オブライエン
そんな妻を心から愛する夫。自宅からバスで40分かかる会社に勤務し、国内、海外への出張も多い。人の良い常識人だが、あわて者で自らトラブルを招くことが多い。趣味は園芸。
ティム坊や
マーガレットがボーイフレンドと呼ぶお隣の小学生。マーガレットの好奇心を刺激する役目をになう。チェスが強い。

## 書籍
- 坂田靖子『マーガレットとご主人の底抜け珍道中』小学館〈プチフラワーコミックス〉
  1. 
    - 収録話
      - 南極北極大冒険/描き下ろし『おみやげ観測隊』付き（初出『プチフラワー』1985年9月号）
      - 大ネッシー探検（1985年12月号）
      - ジャパン・ライフ/描き下ろし『サクラ前線』付き（1986年5月号）
      - ドーバー海峡殺人事件（1986年7月号）
      - オルメカの手（1986年9月号）
      - アンモナイトの記憶/描き下ろし『三葉虫』付き（1986年11月号）

  2. 
    - 収録話
      - ひだりまき大陸（1987年1月号）
      - ミイラの呪い（1987年3月号）
      - 地上30cmの亡霊（1987年5月号）
      - インドの虎がり（1987年7月号）
      - ハタリ！（1987年9月号）
      - テントウ虫（1987年11月号）

  3. 
    - 収録話
      - ポリネシアン・パーティー（1988年10月号）
      - 旅情（1988年1月号）
      - 親指姫（1988年3月号）
      - 草原の輝き（1988年4月号）
      - 失われた都（1988年6月号）
      - 吸血の森（1988年8月号）

  4. 
    - 収録話
      - 海のセーター（1988年12月号）
      - 名犬ナポレオン（1989年1月号）
      - オリーブ・グリーンの春/初出時タイトルは『霧の街』（1989年3月号）
      - 庭のたのしみ/初出時タイトルは『オリーブ・グリーンの春』（1989年5月号）
      - 訪問者たち/初出時タイトルは『庭のたのしみ』（1989年7月号）
      - 時間の森（1989年9月号）

  5. 
    - 収録話
      - プディング（1989年11月号）
      - 氷河期（1990年1月号）
      - 雪の日（1990年3月号）
      - 歩く思い出たち（1990年5月号）
      - 真夏の夜の夢（1990年7月号）
      - アラウンド・ザ・クロック（1990年9月号）
- 坂田靖子『マーガレットとご主人の底抜け珍道中』早川書房〈ハヤカワ文庫〉
  1. 『旅情編』ISBN 978-4150305819
  2. 『望郷編』ISBN 978-4150305840